# Бегішево
Бегі́шево (рос. Бегишево, ерз. Бегишево) — присілок у складі Темниковського району Мордовії, Росія. Входить до складу Аксьольського сільського поселення.
Населення — 17 осіб (2010; 25 у 2002).
Національний склад (станом на 2002 рік):
- росіяни — 60 %
- мордва — 40 %